# Higuera de Calatrava
Higuera de Calatrava település Spanyolországban, Jaén tartományban. Higuera de Calatrava Santiago de Calatrava, Valenzuela, Porcuna és Torredonjimeno községekkel határos. Lakosainak száma 591 fő (2024).

## Népesség
A település népessége az elmúlt években az alábbi módon változott:
| Lakosok száma | 691  | 695  | 674  | 659  | 653  | 642  | 622  | 619  | 609  | 591  |
|               | 2001 | 2004 | 2007 | 2009 | 2012 | 2014 | 2017 | 2019 | 2022 | 2024 |